# Paralimosina
Paralimosina är ett släkte av tvåvingar. Paralimosina ingår i familjen hoppflugor.

## Dottertaxa tillParalimosina, i alfabetisk ordning[1][2]
- Paralimosina acris
- Paralimosina albipes
- Paralimosina anaptera
- Paralimosina avolans
- Paralimosina beckeri
- Paralimosina biloba
- Paralimosina bracteata
- Paralimosina brevis
- Paralimosina cavata
- Paralimosina ceylanica
- Paralimosina choochotei
- Paralimosina confusa
- Paralimosina dimorpha
- Paralimosina eximia
- Paralimosina franzi
- Paralimosina fucata
- Paralimosina gigantea
- Paralimosina gomerensis
- Paralimosina icaros
- Paralimosina indica
- Paralimosina japonica
- Paralimosina kaszabi
- Paralimosina kinabalensis
- Paralimosina latigena
- Paralimosina lobata
- Paralimosina longitricha
- Paralimosina macedonica
- Paralimosina maculipennis
- Paralimosina marshalli
- Paralimosina megaloba
- Paralimosina minor
- Paralimosina persimilis
- Paralimosina pilefemorata
- Paralimosina prominens
- Paralimosina similis
- Paralimosina subcribrata
- Paralimosina trichopyga
- Paralimosina undulata